# Clinocentrus aeternus
Clinocentrus aeternus är en stekelart som beskrevs av Tenma och Toshiya Hirowatari 1999. Clinocentrus aeternus ingår i släktet Clinocentrus och familjen bracksteklar. Inga underarter finns listade i Catalogue of Life.